# Mari Yamazaki
ヤマザキ マリ
Œuvres principales
Thermae Romae
Pline
Mari Yamazaki (ヤマザキ マリ, Yamazaki Mari), née le 20 avril 1967 à Tokyo, est une mangaka japonaise. Elle s'est fait connaître avec sa série Thermae Romae, un seinen de fantastique où l'histoire bascule alternativement du Japon moderne à la Rome antique, non sans humour. Elle a publié plusieurs autres mangas, dont PIL (2010), Pline (avec Miki Tori, depuis 2014) et Olympia Kyklos (depuis 2018).

## Biographie

### Enfance et études
Mari Yamazaki naît en 1967 à Tokyo au Japon dans une famille de musiciens. Elle grandit à Sapporo. À l'âge de 14 ans, elle voyage seule en France et en Allemagne. Durant ce voyage, elle rencontre à la gare de Bruxelles un vieux professeur d'art italien. Trois ans après, le professeur d'art italien l'invite en Italie, où elle étudie la peinture aux beaux-arts à Florence ; elle reste finalement onze ans en Italie. Par la suite, elle épouse le petit-fils de ce professeur d'art. De retour au Japon, elle rentre à Sapporo. Là, elle donne des cours d'italien aux universités de Sapporo et de Hokkaidō. Elle multiplie les petits boulots pour vivre, et participe notamment à un concours de mangakas débutants dont le prix est une somme d'argent : c'est ainsi qu'elle fait ses débuts dans le manga.

### Carrière de mangaka
Mari Yamazaki publie plusieurs mangas au début des années 2000. En 2003, elle s'installe à Lisbonne au Portugal. Par la suite, elle s'installe aux États-Unis, à Chicago, avec son mari. Début 2008, Mari Yamazaki commence à publier dans le magazine mensuel Comic Beam le manga Thermae Romae, qu'elle scénarise et dessine. C'est un seinen (manga pour jeunes hommes) de science-fiction humoristique racontant les aventures d'un architecte romain spécialisé dans les thermes et qui se trouve régulièrement propulsé dans le Japon contemporain. Le premier volume paraît en novembre 2009 et rencontre un franc succès commercial, puis critique lorsque le manga remporte en 2010 le Prix de l'histoire courte au Prix culturel Osamu Tezuka puis le Grand prix du manga,. La série devient un best-seller au Japon avec plus de 5 millions d'exemplaires vendus. Mari Yamazaki publie également des essais et des mangas fondés sur ses propres expériences.
Depuis 2014, Mari Yamazaki a entamé en collaboration avec Miki Tori une autre série située dans l'Antiquité et de ton plus sérieux : Pline, qui imagine la vie du savant romain Pline l'Ancien et aborde largement l'élaboration de sa monumentale Histoire naturelle.
En 2018, elle entame un manga intitulé Olympia Kyklos et consacré aux jeux olympiques antiques.

### Vie privée
Après avoir vécu à Chicago, Mari Yamazaki vit actuellement près de Venise avec son mari et leur fils.

## Décorations
- Commandeur de l'ordre de l'Étoile d'Italie (12 décembre 2016)

## Principales publications
- Yūmeijin (有名人?), 2001
- Kokoro ni sasayaite (心にささやいて?), 2003
- 2050-nen no watashi kara (2050年の私から?), 2005
- Mōretsu! Italia kazoku (モーレツ!イタリア家族?), 2006
- Sore de wa sassoku Buonappetito! (それではさっそくBuonappetito!?), 2007
- Thermae Romae (テルマエ・ロマエ, Terumae Romae?), 2007-2013 (Casterman collection Sakka, 2012-2013)
- Rumi to Maya to sono shūhen (ルミとマヤとその周辺?), 2008
- Italia kazoku fūrinkazan (イタリア家族風林火山?), 2008
- Ryōko-san no iu koto ni wa shinonome-chō Rumi Maya Nikki (涼子さんの言うことには 東雲町ルミマヤ日記?), 2009
- Sekai no hate de mo manga egaki (世界の果てでも漫画描き?), 2009
- Chikyū ren'ai (地球恋愛?), 2010
- PIL, 2010 (Casterman collection Écritures, 2013)
- Arabia neko no gorumu (アラビア猫のゴルム?), 2010
- Bōen Nippon kenbun roku (望遠ニッポン見聞録?), 2010
- Sweet Home Chicago, 2011
- Giacomo Foscari (ジャコモ・フォスカリ, Jakomo Fosukari?), 2011 (Rue de Sèvres, depuis 2013)
- Tatte iru mono wa haha (Ryōko) de mo tsukae (立っている者は母（リョウコ）でも使え?), 2012
- Pline (プリニウス, Plinius?), depuis 2014
- Olympia Kyklos (オリンピア・キュクロス?), depuis 2018